# Liebenhain (Rossau)
Liebenhain ist eine zum Ortsteil Weinsdorf der Gemeinde Rossau im Landkreis Mittelsachsen (Freistaat Sachsen) gehörige Siedlung. Sie wurde gemeinsam mit Weinsdorf am 1. Juli 1950 nach Rossau eingemeindet.

## Geografie

### Geografische Lage

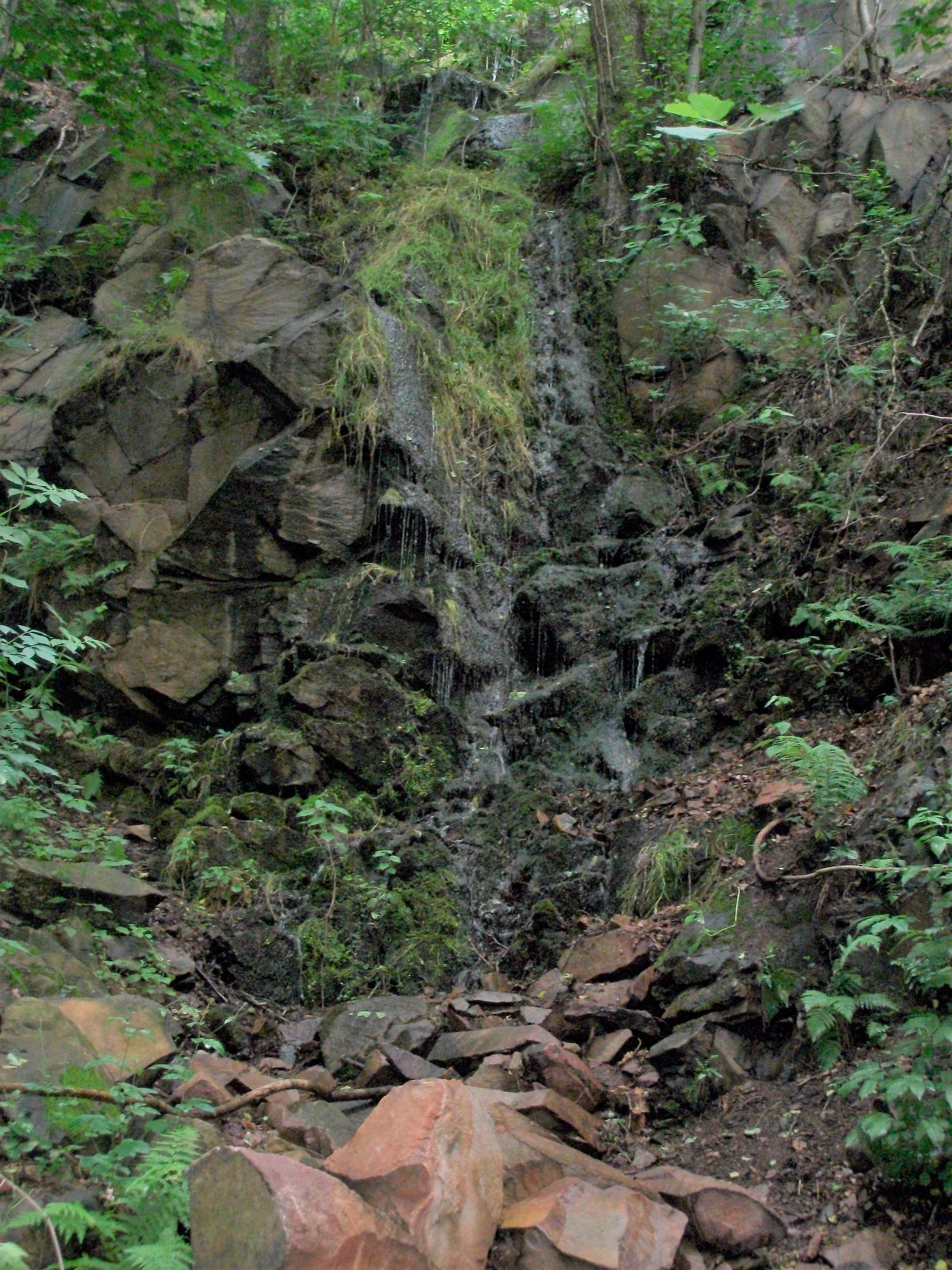
Liebenhainer Wasserfall

Liebenhain liegt am Ostufer der Zschopau gegenüber des Mittweidaer Ortsteils Kockisch. Mit diesem ist Liebenhain im Bereich der Liebenhainer Mühle über eine Hängebrücke verbunden. Südlich der Liebenhainer Mühle befindet sich der Liebenhainer Wasserfall. Nördlich der Liebenhainer Mühle befinden sich noch einige früher industriell genutzte Gebäude.

### Nachbarorte
| Ringethal |                                             |           |
| Weißthal  | Kompassrose, die auf Nachbargemeinden zeigt | Weinsdorf |
| Kockisch  |                                             |           |

## Geschichte

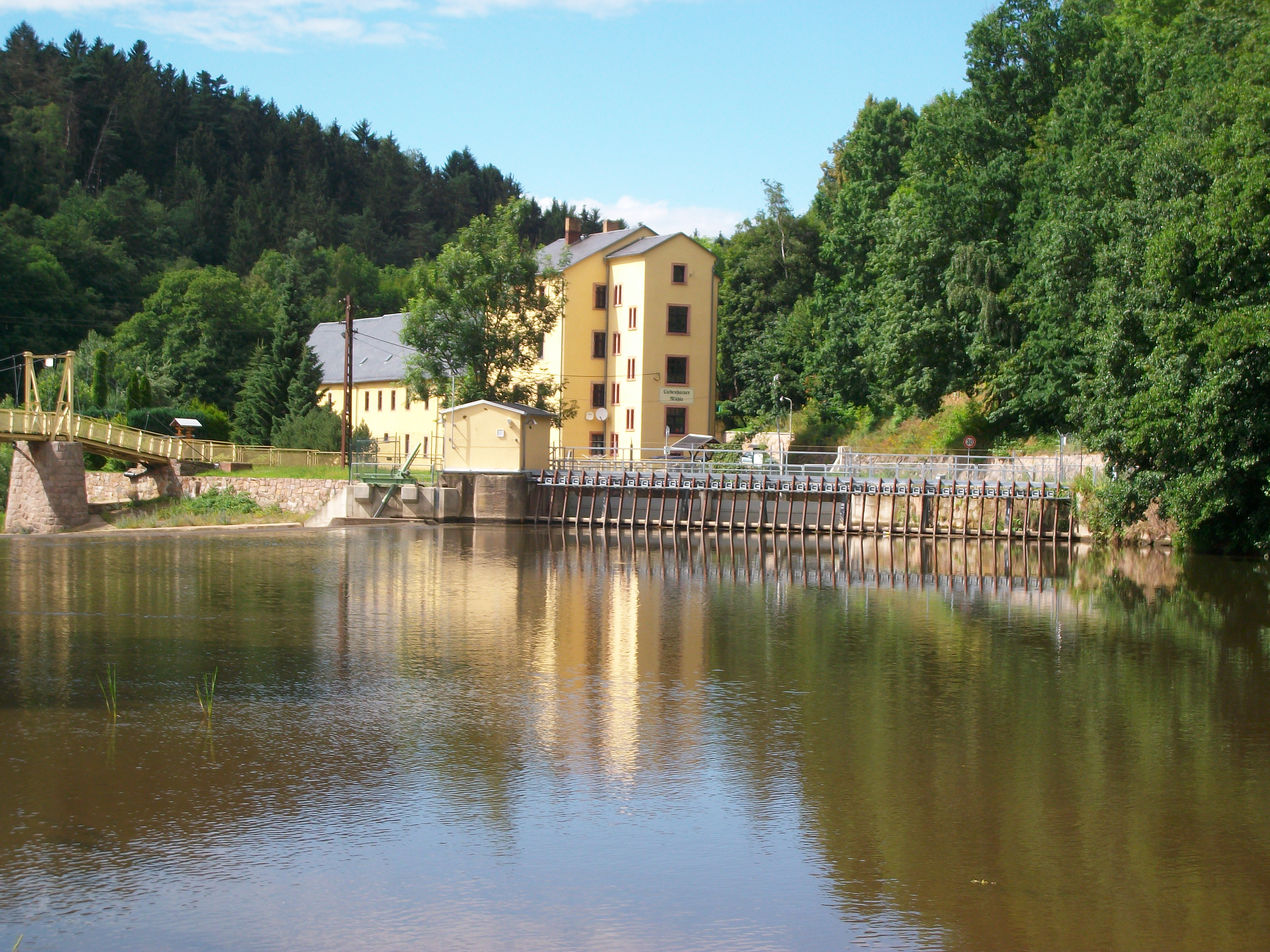
Liebenhainer Mühle

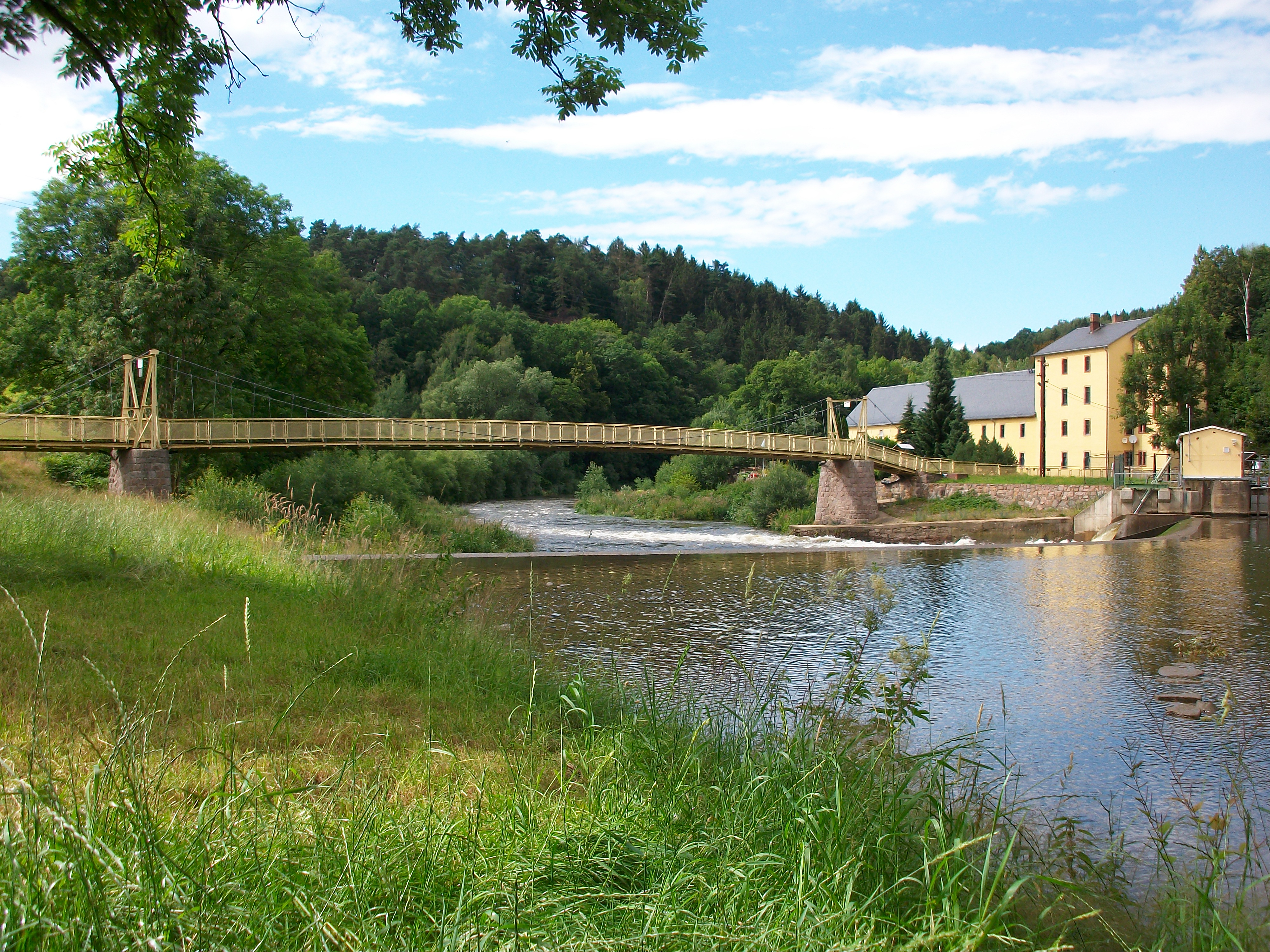
Hängebrücke Kockisch-Liebenhain

Die Liebenhainer Mühle an der Zschopau in der Flur des 1378 erstmals erwähnten Orts Weinsdorf wurde 1384 als „Libenheym“ erwähnt. Liebenhain galt zeitweise als Wüstung. Als Getreidemühle war die Liebenhainer Mühle für die Dörfer Weinsdorf und Kockisch zuständig. Das Mahlgut von und nach Kockisch wurde über eine Kahnfähre befördert.
Weinsdorf und Liebenhain gehörten bis 1832 zum kursächsischen bzw. königlich-sächsischen Amt Rochlitz. Im Jahr 1832 wurden die beiden Orte wie auch die Stadt Mittweida, unter deren Verwaltung sie standen, vom Amt Rochlitz getrennt und dem Amt Frankenberg-Sachsenburg unterstellt. Bei den im 19. Jahrhundert im Königreich Sachsen durchgeführten Verwaltungsreformen wurden die Ämter aufgelöst. Dadurch kam die Siedlung Liebenhain mit der Gemeinde Weinsdorf im Jahr 1856 unter die Verwaltung des Gerichtsamts Mittweida und 1875 an die neu gegründete Amtshauptmannschaft Rochlitz.
Im Jahr 1877 existierte auf der kleinen Insel an der einige Jahrzehnte später im Jahr 1908 erbauten Hängebrücke noch eine Ölmühle. Von der Zschopau wurde für die Mühle ein Mühlgraben abgeleitet. Weiterhin war in Liebenhain auch ein Stampfwerk vorhanden. In der Liebenhainer Mühle wurde bis zum Ende des 19. Jahrhunderts Getreide gemahlen. Zwischen 1877 und 1882 war Gustav August Engelmann der Besitzer der Liebenhainer Mühle, seit 1882 der Fabrikbesitzer Franz Eduard Weidenmüller. Dieser erwarb im Jahr 1887 die Grundstücke des Bergwerks in Dreiwerden und errichtete dort in den Jahren 1905/06 eine Papierfabrik. In Liebenhain ließ er im Jahr 1900 ein Arbeiterwohnhaus errichten (Parzelle-Nr. 238 des Flurstücks für Weindorf). Eine Holzschleiferei wurde in Liebenhain im Jahr 1902 erbaut. Sie war bis 1935 in Betrieb. Bis ins Jahr 1908 waren Liebenhain und Kockisch nur durch eine Fähre verbunden. Da dies für die beteiligten Fährleute nicht genug Ertrag erbrachte, wurde im Jahr 1908 die Hängebrücke nach Kockisch über die Zschopau errichtet. Bis 1938 war für die Überquerung der Brücke ein Brückenzoll zu entrichten. Die Bewohner der Liebenhainer Mühle hatten einen eigenen Schlüssel, für den nur ein einmaliger Jahresbeitrag bezahlt werden musste.
Ebenfalls im Jahr 1908 erfolgte die Errichtung der Mittweidaer Industriebahn nach Ringethal durch Liebenhain, welche bis 1969 in Betrieb war. Da Liebenhain jedoch keine eigene Ladestelle an der Bahnstrecke besaß, wurde um 1935 das Holz mit Pferdefuhrwerken zur „Papierfabrik F. E. Weidenmüller“ nach Dreiwerden transportiert und dort zu Papier verarbeitet. Weidenmüller versetzte für die Fabrik in Dreiwerden Arbeiter aus dem Hauptwerk, der einstigen Antonshütte in Antonsthal bei Schwarzenberg/Erzgeb., nach Dreiwerden. Für einen Teil von ihnen entstanden in der Folgezeit Wohnungen in der umgebauten alten Liebenhainer Mühle. 1936 gab es einen Brand in dem Sechsfamilienhaus der Firma „F. E. Weidenmüller“ in Liebenhain. 1937 erfolgte die Stilllegung der Papierfabrik in Liebenhain. Die Gebäude gingen im Jahr 1938 in den Besitz der Stadt Mittweida über. Das Turbinenhaus wurde zwischen 1937 und 1945 durch die Stadt Mittweida Gewinnung von Elektrizität genutzt.
Am 1. Juli 1950 wurde die Gemeinde Weinsdorf mit dem Ortsteil Liebenhain mit den Gemeinden Oberrossau und Niederrossau zur Gemeinde Rossau zusammengeschlossen, die durch die zweite Kreisreform in der DDR im Jahr 1952 dem Kreis Hainichen im Bezirk Chemnitz (1953 in Bezirk Karl-Marx-Stadt umbenannt) angegliedert wurde. Zwischen 1950 und 1970 wurde die Liebenhainer Mühle erneut durch das Elektrizitätswerk Mittweida zur Energiegewinnung genutzt. Der Mühlgraben und das Wehr wurden durch den Einbau von drei Turbinen verbreitert. Bei der Liebenhainer Mühle befinden sich insgesamt drei Wehre, die durch die Mühle, durch die Papierfabrik und durch das Elektrizitätswerk Mittweida erbaut wurden. 
Liebenhain gehörte als Teil der Gemeinde Rossau ab 1990 zum sächsischen Landkreis Hainichen, der 1994 im neu gebildeten Landkreis Mittweida und 2008 im neu gebildeten Landkreis Mittelsachsen aufging.

## Sehenswürdigkeiten

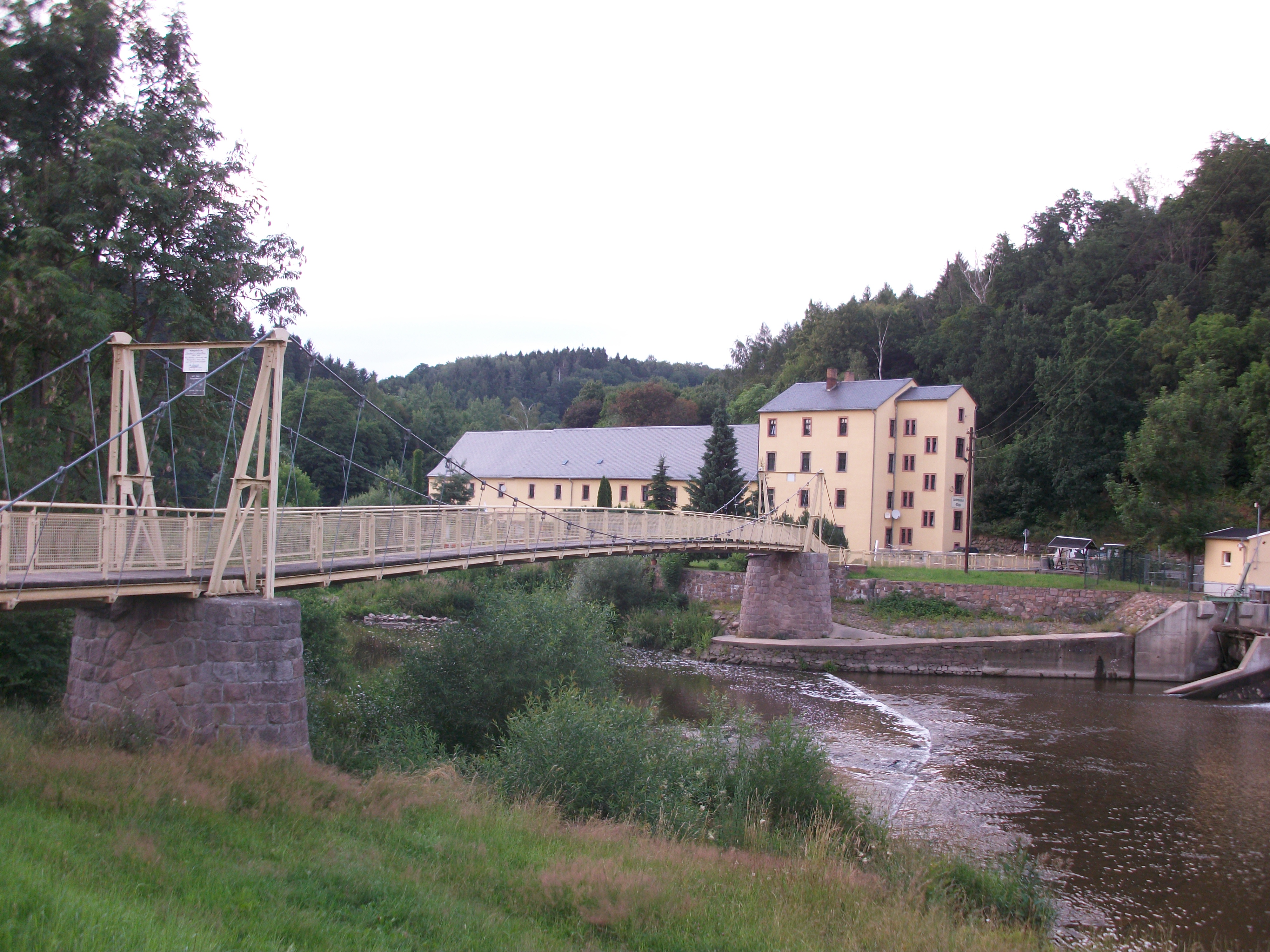
Hängebrücke Kockisch–Liebenhain und Liebenhainer Mühle

- Liebenhainer Mühle mit Hängebrücke Kockisch–Liebenhain
- Liebenhainer Wasserfall